# Armorial du duché de Clèves
- quelques blasons ne sont pas référencés.

Cette page donne les armoiries (figures et blasonnements) de différentes personnes liées au comté puis duché de Clèves.
| Figure | blasonnement |
|        | Maison de Clèves. De gueules à l'escarboucle de sinople avec ses rais d'or Alias De gueules, à l'écusson d'argent, aux rais d'escarboucle d'or, brochantes sur le tout. |
|        | Maison de La Marck. D'or, à la fasce échiquetée d'argent et de gueules de trois tires. |
|        | Princes de Sedan de la maison de La Marck. D'or à la fasce échiqueté d'argent et de gueules de trois tires, au lion issant de gueules en chef. |
|        | Marguerite de La Marck, comtesse d'Arenberg, épouse de Jean de Ligne, baron de Barbançon. Parti : au I, écartelé de Ligne et de Barbançon, au II, de La Marck. |
|        | Comtes de Clèves de la maison de la Marck. Écartelé, en 1 et 4 de gueules, à l'écusson d'argent, aux rais d'escarboucle d'or, brochantes sur le tout, et en 2 et 3 d'or, à la fasce échiquetée d'argent et de gueules de trois tires. |
|        | Marie de Clèves-Bourgogne (1393 † 1463), duchesse de Clèves et comtesse de La Marck, fille de Jean sans peur et épouse d'Adolphe IV de La Marck. Parti : en I, coupé de gueules, à l'écusson d'argent, aux rais d'escarboucle d'or, brochant sur le tout (de Clèves) et d'or, à la fasce échiquetée d'argent et de gueules (de La Marck), en II, mi-parti coupé : 1, d'azur, semé de fleurs de lys d'or, à la bordure componée de gueules et d'argent; 2, bandé d'or et d'azur, à la bordure de gueules (de Bourgogne), sur le tout d'or, au lion de sable (de Flandre).. |
|        | Adolphe de Clèves-Ravenstein, (1425 - 1492), fils cadet d'Adolphe IV de Clèves et de Marie de Bourgogne. Écartelé, en 1 et en 4, de gueules, à l'écusson d'argent, aux rais d'escarboucle d'or, brochantes sur le tout, en 2 et en 3 à la fasce échiquetée d'argent et de gueules de trois tires; sur le tout écartelé, en 1 et en 2, d'azur semé de fleurs de lys d'or à la bordure componée d'argent et de gueules, et en 3 et en 4 d'azur de six pièces, à la bordure de gueules; sur le tout du tout, d'or à lion de sable, armé et lampassé de gueules. - Aussi portées par son fils Philippe de Clèves |
|        | Marie de Clèves duchesse d'Orléans (1426-1487), duchesse d'Orléans par son mariage avec Charles d'Orléans, fille d'Adolphe IV de Clèves et de Marie de Bourgogne. Écartelé, en 1, gueules, à l'écusson d'argent, aux rais d'escarboucle d'or, brochantes sur le tout, en 2, d'azur semé de fleurs de lys d'or à la bordure componée d'argent et de gueules, en 3, d'azur de six pièces, à la bordure de gueules, en 4 d'or, à la fasce échiquetée d'argent et de gueules de trois tires |
|        | Ducs de Clèves de la maison de la Marck. Parti, en 1 de gueules, à l'écusson d'argent, aux rais d'escarboucle d'or, brochantes sur le tout, et en 2, à la fasce échiquetée d'argent et de gueules de trois tires. |
|        | Engilbert de Clèves, comte de Nevers et de Rethel Écartelé en 1 et 4, parti en 1 de gueules, à l'écusson d'argent, aux rais d'escarboucle d'or, brochantes sur le tout (Clèves), et en 2 d'or, à la fasce échiquetée d'argent et de gueules de trois tires (La Marck), en 2 et 3 d'azur aux trois fleurs de lys d'or et à la bordure componée d'argent et de gueules (Bourgogne moderne). |
|        | Blason théorique et hypothétique, à valider par des sources iconographiques, Comtes de Nevers et de Rethel de la maison de Clèves et de la Marck. Coupé en 1, parti en 1 de gueules, à l'écusson d'argent, aux rais d'escarboucle d'or, brochantes sur le tout, et en 2 d'or, à la fasce échiquetée d'argent et de gueules de trois tires et en 2 d'azur semé de fleurs de lys d'or à la bordure componée d'argent et de gueules[source insuffisante],. |
|        | Marie d'Albret (1491 – 1549) Comtesse héritière de Rethel, femme de Charles II de Clèves, duc de Nevers. Parti, au premier coupé, en 1, parti en 1 de gueules, à l'écusson d'argent, aux rais d'escarboucle d'or, brochantes sur le tout, et en 2 d'or, à la fasce échiquetée d'argent et de gueules de trois tires et en 2 d'azur semé de fleurs de lys d'or à la bordure componée d'argent et de gueules ; au second coupé en 1, écartelé d'azur à trois fleurs de lis d'or et de gueules à la bordure engrêlée d'argent, et en 2 d'azur semé de fleurs de lys d'or à la bordure componée d'argent et de gueules. |
|        | Jacques de Clèves (1544 † 1564), duc de Nevers, Comte de Rethel. Coupé, au premier parti de trois et au second parti de deux qui donne sept quartiers : au premier de gueules à l'escarboucle d'or et à l'écusson d'argent brochant en cœur qui est de Clèves, au deuxième d’or à la fasce échiquetée d’argent et de gueules en trois tires, 8, 8, 8 qui est de La Marck, au troisième d’azur semé de fleurs de lys d’or au lambel de gueules châtelé de neuf pièces d’or qui est d'Artois, au quatrième de sable au lion d'or armé et lampassé de gueules qui est de Brabant, au cinquième d’azur semé de fleurs de lys d’or à la bordure componé d’argent et de gueules qui est de Bourgogne moderne, au sixième de gueules à trois râteaux d'or qui est de Rethel, au septième écartelé, au premier et au quatrième d’azur à trois fleurs de lys d'or, au deuxième et au troisième de gueules à la bordure engrêlée d’argent qui est d'Albret d’Orval[réf. nécessaire].                                                                          |
|        | Jean III de Clèves (1490 † 1539), duc de Juliers, de Berg et de Ravensberg (en 1511), duc de Clèves et de la Marck (en 1521). avant 1521 : Écartelé, en 1: de gueules, à l'écusson d'argent, aux rais d'escarboucle d'or, brochantes sur le tout, en 2: d'or au lion de sable armé et lampassé de gueules, en 3: d'argent au lion de gueules, la queue fourchée passée en sautoir, armé, lampassé et couronné d'or, en 4: d'or, à la fasce échiquetée d'argent et de gueules de trois tires. Sur le tout d'argent, à trois chevrons de gueules[réf. nécessaire]. après 1521 : Coupé, parti de deux traits en chef et de 1 traits en pointe; en 1: d'or au lion de sable armé et lampassé de gueules, en 2: de gueules, à l'écusson d'argent, aux rais d'escarboucle d'or, brochantes sur le tout, en 3: d'argent au lion de gueules, la queue fourchée passée en sautoir, armé, lampassé et couronné d'or, en 4: d'or, à la fasce échiquetée d'argent et de gueules de trois tires, et en 5 d'argent, à trois chevrons de gueules[réf. nécessaire]. |
|        | Anne de Clèves (1515 † 1557), fille du duc Jean III de Clèves, reine d'Angleterre en tant qu'épouse d'Henri VIII d'Angleterre (1491–1547). Parti : au 1 écartelé, en I et IV de gueules à trois léopards d'or armés et lampassés d'azur (d'Angleterre) ; II d'or, au lion de gueules, au double trescheur fleuronné et contre-fleuronné du même (d'Écosse) ; III d'azur, à la harpe d'or, cordée d'argent (d'Irlande) au 2 de gueules, à l'écusson d'argent, aux rais d'escarboucle d'or, brochantes sur le tout (de Clèves). |
|        | Guillaume de Clèves (1516 † 1592), duc de Gueldre, de Clèves, de Juliers, de Berget et de Ravensberg. Coupé, parti de trois traits en chef et de deux traits en pointe; en 1: d'or au lion de sable armé et lampassé de gueules, en 2 et 6: d'azur au lion couronné d'or, armé et lampassé de gueules, en 3: de gueules, à l'écusson d'argent, aux rais d'escarboucle d'or, brochantes sur le tout et en 4 d'argent au lion de gueules, la queue fourchée passée en sautoir, armé, lampassé et couronné d'or, en 5 d'or, à la fasce échiquetée d'argent et de gueules de trois tires, et en 7 d'argent, à trois chevrons de gueules. |